# Manel Balcells i Díaz
Manel Balcells y Díaz (Ripoll, 9 de enero de 1958) es un médico y político. Es considerado uno de los impulsores de la medicina del deporte en Cataluña.

## Trayectoria profesional
Es licenciado en Medicina y Cirugía por la Universidad Autónoma de Barcelona, especialista en Cirugía Ortopédica y Traumatología y en Medicina de la Educación Física y el Deporte. Se especializó en la Universidad de Montpellier en Biología y Medicina del Deporte. Estudió Gestión Sanitaria en la Escuela de Alta Dirección y Administración. Ha sido miembro de diferentes sociedades científicas y académicas y director médico del Hospital General de Granollers hasta el año 2003.
Ha sido director del Área del Conocimiento del Consorcio Sanitario de Terrassa entre 2011 y 2013 y, desde entonces, director estratégico del proyecto Torrebonica del mismo consorcio y comisionado de Salud de Leitat, centro tecnológico. Desde el ' octubre de 2013 es miembro del Consejo Asesor para la Sostenibilidad y el Progreso del Sistema Sanitario (CASOST). Desde la creación del Centro para la Integración de la Medicina y las Tecnologías Innovadoras (CIMTI) en 2017 es su director.

## Trayectoria política
Militante de Esquerra Republicana de Catalunya, fue concejal del Ayuntamiento de Granollers entre 1995 y 2001, donde fue primer teniente de alcalde responsable de Salud y Bienestar Social.
Ha sido director de Estrategia y Coordinación del Departamento de Salud de la Generalidad de Cataluña desde enero de 2004 y Secretario de Estrategia y Coordinación desde febrero de 2006.
El 20 de abril de 2006, asume brevemente el cargo de consejero del Departamento de Universidades, Investigación y Sociedad de la Información
Con la crisis del gobierno de Cataluña de octubre de 2022, se convirtió en consejero de Salud.

## Personal
Está casado con la también doctora Maite Ventura, con quien tiene tres hijos: Jordi, Laia y Arnau.